# Juozas Ambrazevičius
Juozas Ambrazevičius ou Juozas Brazaitis, né le 9 décembre 1903 à Trakiškiai (Marijampolė), dans l'Apskritis de Marijampolė et décédé le  28 novembre 1974 à South Orange, dans le New Jersey, est un historien littéraire lituanien, plus connu pour sa carrière politique et ses opinions nationalistes. Il a été premier ministre par intérim du gouvernement provisoire de Lituanie du 23 juin 1941 au 5 août 1941. 